# Cleotrivia colettae
Cleotrivia colettae là một loài ốc biển cỡ nhỏ, là động vật thân mềm chân bụng sống ở biển thuộc họ Triviidae.

## Miêu tả
Kích thước vỏ ốc khoảng 3.8 mm

## Phân bố
Loài này phân bố ở Biển Đỏ, Vịnh Ba Tư và ở Ấn Độ Dương dọc theo Réunion